# ОСВ-96
ОСВ-96 — самозарядна (напівавтоматична) великокаліберна снайперська гвинтівка під набій 12,7×108 мм. Розроблена інженерами КБ Приладобудування (Росія). Перші прототипи були представлені на початку 1990-х років.

## Конструкція
Гвинтівка самозарядна, автоматика працює за рахунок відведення порохових газів з каналу ствола, замикання здійснюється поворотом затвора 4 бойовими упорами безпосередньо за ствол, що дозволяє розвантажити ствольну коробку і зробити її складаною навколо переднього торця, відразу за місцем кріплення ствола. Складання необхідно, оскільки в бойовому стані гвинтівка має дуже велику довжину і незручна в зберіганні і транспортуванні (при цьому казенний зріз ствола і ствольна коробка перекриваються для запобігання засмічення)..
Ствол гвинтівки оснащений довгим дуловим гальмом — полум'ягасником.
Гвинтівка оснащена сошками, встановленими на спеціальній консолі, закріпленої в передній (що складається разом зі стволом) частині ствольної коробки. Вони дозволяють повертати її щодо ствола в поздовжній площині, завдяки чому гвинтівка може використовуватися на будь-якій поверхні. Однак сошки (як і руків'я для перенесення) кріпляться безпосередньо до ствола, що не найкращим чином позначається на точності стрільби.
Приклад зроблений з деревини і має гумовий потиличник-амортизатор, за довжиною і висотою не регулюється.
Гвинтівка не призначена для стрільби з рук і не має цівки.

## Призначення і тактико-технічні характеристики
Гвинтівка призначена для ураження легкоброньованих і неброньованих цілей на відстанях до 1800 м, а також особового складу супротивника за укриттями і в засобах індивідуального захисту на відстанях до 1000 м. При стрільбі снайперськими набоями на відстань 100 м серіями по 4-5 пострілів поперечник розсіювання 150 мм.
Гвинтівка програла конкурс міністерства оборони РФ великокаліберній снайперській гвинтівці Негруленко — АСВК, головним чином через удвічі гіршу купність в порівнянні з несамозарядним зразком.
Один з недоліків гвинтівки — занадто гучний звук пострілу, внаслідок чого рекомендується вести вогонь у навушниках.

## Модифікації
- В-94 «Волга» — прототип, був створений КБ Приладобудування на початку 1990-х та вперше представлений в 1994 році[2]. Початкова енергія кулі на рівні 18860 Дж[3]. Штатним прицілом був 4-ьох кратний оптичний приціл ПСО-1[4].
- ОСВ-96 «Взломщик» — модифікація, створена в 1996—2000 роки та прийнята на озброєння МВС в березні 2000 року. Основні відмінності ОСВ-96 від прототипу — конструкція дульного гальма, форма приклада та руків'я для перенесення[5], а також можливість встановлення декількох різних варіантів оптичних (ПОС 13×60 та ПОС 12×56) і нічних прицілів[4]

Станом на 2018 рік тривали роботи над поліпшенням точності та купчастості вогню цієї зброї. Для гвинтівки фахівцями КБП мав бути створений новий снайперський набій. Оновлений комплекс має бути готовий до 2020 року.

## Оператори
- Азербайджан: ОСВ-96 стоїть на озброєнні армії;
- Білорусь: ОСВ-96 використовують бійці сил спеціальних операцій[7];
- В'єтнам: виробництво ОСВ-96 налагоджено в січні 2018 року[8]
- Індія: спецпідрозділ MARCOS військово-морських сил Індії;[9]
- Іран: ОСВ-96 стоїть на озброєнні Вартових. З 2016 року налагоджено виробництво копії гвинтівки під назвою Nasr.
- Казахстан: використовується в аеромобільних військах та спецпідрозділах[10];
- Киргизстан: використовується у гірськострілецькій бригаді[11] та спецпідрозділах;
- Росія: гвинтівки В-94 та ОСВ-96 стоять на озброєнні спецпідрозділів ФСБ Росії[12] МВС РФ[12] та інших силових відомств;
- Сирія: ОСВ-96 стоїть на озброєнні армії; використовується у громадянській війні принаймні з 2012 року[13]